# Amigo oculto pirata
Amigo Oculto Pirata, conhecido em inglês como White elephant gift exchange (jogo do elefante branco) é um jogo popular na época do Natal nos Estados Unidos e Canadá. O termo Amigo Oculto Pirata refere-se a uma variação do jogo Amigo Oculto onde um jogador pode "roubar" presentes de outros jogadores. Os presentes são geralmente baratos, engraçados ou itens usados; O termo elefante branco refere-se ao presente cujo custo excede a sua utilidade.

## Variantes
A pessoa que foi a primeira tem a opção de ser a última também, ou de manter o presente que abriu primeiro. Depois que a pessoa trocar ou decidir manter o presente, a vez termina e nenhuma outra troca acontece.